# منشور آتن

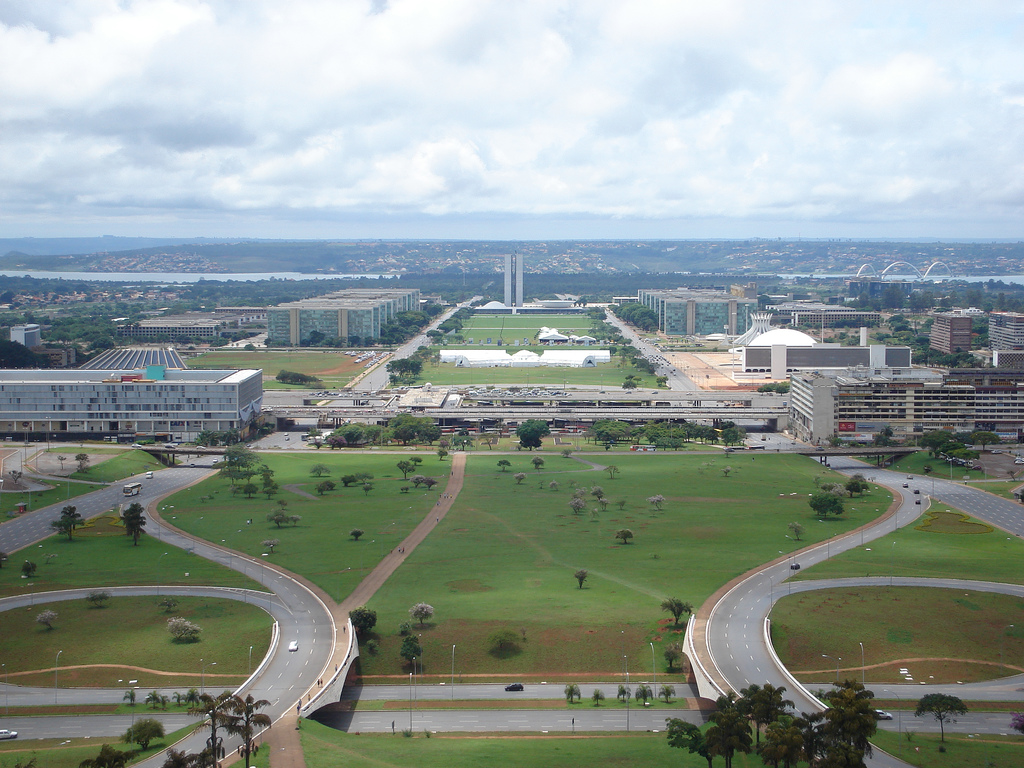
طراحی برازیلیا – متاثر از منشور آتن

منشور آتن (فرانسوی: Charte d'Athènes‎، یونانی: Χάρτα των Αθηνών) سندی مربوط به سال ۱۹۳۳ دربارهٔ برنامه‌ریزی شهری بود که توسط معمار سوئیسی لو کوربوزیه منتشر شد. این منشور تأثیر قابل توجهی بر برنامه‌ریزی شهری پس از جنگ جهانی دوم داشت.
در چهارمین کنگره جهانی معماران مدرن به سال ۱۹۳۳ که در طول سفر بین مارسی و آتن در کشتی پاتریس دو برگزار شد، سازمان سیام رسیدگی به ۳۳ شهر مهم را بر عهده گرفت و در نتیجه کنگرهٔ پنجم، اصول آن گردهمایی بر مبنای عقاید لو کوربوزیه تدوین شد که نتایج کلی آن گردهمایی به چاپ رسید.
اصول کلی آن، شامل توزیع و تنظیم چهار عملکردی شهر بود (اسکان، کار، اوقات فراغت و ترافیک) که مدرنیسم طراحی شهری را در یک فرمول ساده و موجز قابل درک و بحث‌انگیز تشریح می‌نمود.